# Galeodes arabs
Galeodes arabs es una especie de arácnido  del orden Solifugae de la familia Galeodidae.

## Distribución geográfica
Se encuentra en África y el oeste de Asia.